# Čertova diera
Čertova diera (Czarcia Dziura) – jaskinia krasowa w Krasie Słowacko-Węgierskim na Słowacji.

## Położenie
Leży we wschodniej części Płaskowyżu Górnego Wierchu, na samym południowym skraju płaskowyżu, nad jego stromymi, południowymi zboczami. Jest najgłębszą i najdłuższą jaskinią tego płaskowyżu.

## Geologia, morfologia
Czarcia Dziura ma postać głębokiego na 186 m ciągu studni krasowych, połączonych systemem sal i korytarzy. Rozwinęły się one w ciągu szczelin i spękań skał, powstałych na skutek odciążenia stromego zbocza i powolnego spełzywania górnych partii górotworu po bardziej plastycznym podłożu. Otwór o wymiarach 23 × 3 m leży na wysokości 780 m n.p.m. Jaskinia charakteryzuje się bogatą szatą naciekową.

## Historia eksploracji
Wlot do jaskini znany był od dawna. W pierwszej połowie lat 70. XX w. eksplorowali ją m.in. czescy speleolodzy Jaroslav Hromas i Bohuslav Kučera, zaś później również Węgrzy z grupy "Vörös Meteor" z Budapesztu. W 1979 r. metodą barwienia wody udało się wykazać, że system jaskiniowy Czarciej Dziury jest połączony hydrologicznie z wielkim wywierzyskiem, usytuowanym od niej w odległości 5 km na pd.-zach., na wysokości 230 m n.p.m. u południowych podnóży płaskowyżu, koło wsi Hrhov. Użyta do barwienia wody fluoresceina pojawiła się w wywierzysku po 11 dniach. Z kolei w latach 80. działali w jaskini członkowie Slovenskej speleologickej spoločnosti z Rożniawy, a następnie z Turňe nad Bodvou, którzy osiągnęli dzisiejsze dno jaskini na głębokości 186 m.

## Ochrona przyrody
Jaskinia leży na obszarze Parku Narodowego Krasu Słowackiego. Od 1995 r. jest chroniona jako pomnik przyrody (słow. prírodná pamiatka).

## Turystyka
Jaskinia leży w niewielkiej odległości od żółto znakowanego szlaku turystycznego z Hrhova do Doliny Zadzielskiej. Nie jest udostępniona do zwiedzania.